# Линотопска пещера
Патарангова пещера или Пещерата на Партизанската болница (на гръцки: Σπήλαιο Νοσοκομείο Ανταρτών) е пещера в Костурско, Гърция, област Централна Македония.

## Местоположение
Пещерата е разположена в планината Грамос, югозападно от бившето село Линотопи.

## Описание
Пещерата е оформена във варовици от горна креда в Подпелагонийската зона.
По време на Гражданската война в Гърция (1946 – 1949) тази пещера е била използвана от Демократичната армия на Гърция като планинска болница. В две ями на иманяри са открити недатирани фрагменти от ръчно изработена керамика.